# Bryconops affinis
Bryconops affinis é um peixe actinopterígio da família Iguanodectidae. Foi descrito em 1864 por Albert Günther, com o basônimo de Tetragonopterus affinis.
É uma espécie nativa da bacia do rio São Francisco, no Brasil, recebendo o nome vulgar de piaba-verde. Foi localizado por Günther originalmente na Guiana, tendo sido ainda registrado nos rios Paraguai, Amazonas, Mamoré, Guaporé, Tocantins e Trombetas.
É um peixe relativamente pequeno, medindo no máximo 12 cm de comprimento total.